# Günther Beckstein
Günther Beckstein (ur. 23 listopada 1943 w Hersbruck) – niemiecki polityk i prawnik, działacz Unii Chrześcijańsko-Społecznej (CSU), długoletni bawarski minister spraw wewnętrznych, w latach 2007–2008 premier Bawarii.

## Życiorys
W 1962 zdał egzamin maturalny w Norymberdze, następnie studiował prawo na Uniwersytecie Fryderyka i Aleksandra w Erlangen i Norymberdze oraz na Uniwersytecie Ludwika i Maksymiliana w Monachium. Podjął praktykę prawniczą w Norymberdze. W 1975 obronił doktorat.
Zaangażował się w działalność polityczną w ramach Unii Chrześcijańsko-Społecznej i jej organizacji młodzieżowej Junge Union. W 1974 po raz pierwszy wybrany do bawarskiego landtagu, w krajowym parlamencie zasiadał nieprzerwanie do 2013. W 1987 bez powodzenia kandydował na burmistrza Norymbergi, w 1988 pełnił obowiązki wiceprzewodniczącego frakcji poselskiej CSU. W październiku 1988 został sekretarzem stanu, a w czerwcu 1993 bawarskim ministrem spraw wewnętrznych. Urząd ten sprawował do października 2007, od 2001 był jednocześnie wicepremierem w rządzie landu.
W październiku 2007 zastąpił Edmunda Stoibera na urzędzie premiera Bawarii. Sprawował go do października 2008, wcześniej w tym samym roku CSU po raz pierwszy od ponad 45 lat utraciła większość bezwzględną w landtagu. Przywództwo w partii i jednocześnie stanowisko premiera przejął Horst Seehofer. Günther Beckstein powrócił do praktyki prawniczej.